# Rainbow Brite
„Rainbow Brite“ je američka animirana fantastična serija iz 1984. snimljena u koprodukciji s Japanom i Francuskom.Serija ima 13 epizoda. Po seriji je 1985. snimljen i animirani film „Rainbow Brite and the Star Stealer“.

## Ekipa
Režija: Jean Chalopin
Glasovi: Bettina Bush (Rainbow Brite), Andrej Stojka (Starlite/Spectran), Rhonda Allman (Moonglo/Tickled Pink), Peter Cullen (Murky), Marissa Mendenhall (Stormy) i drugi.

## Radnja
Djevojčica bez roditelja, Wisp, stigne u jednu zemlju u kojoj nema boja. Tamo spasi sedam zarobljene djece (svako odgovorno za jednu boju iz duge ) –Red Butler, Lala Orange, Canary Yellow, Patty O'Green, Buddy Blue, Indigo i Shy Violet- i Sunce (u engleskoj verziji „Sphere of Light“). Isto tako nađe i pojas duga, s čijom pomoći može proizvoditi boje te dobiva novo ime, Rainbow Brite. Tako spasi zemlju i postane sa sedam djece odgovorna za nju. Uz to, Rainbow upozna i letećeg bijelog konja Starlite koji može letjeti uz pomoć duge. Kako bi funkcionirao, pojas za dugu treba tzv. Kristale za boje koji se dobivaju iz jednog rudnika od pomoćnika djece boje. No, tu su i zlikovci; Murky Dismal, koji smatra da bi se svijet trebao osloboditi od boja te njegov nespretni pomoćnik Lurky, koji mu povremeno više odmaže nego pomaže.

## Popis 13 epizoda
- 1. Beginning of Rainbowland - Part I

- 2. Beginning of Rainbowland - Part II

- 3. Peril in The Pits

- 4. Mighty Monstromurk Menace - Part I

- 5. Mighty Monstromurk Menace - Part II

- 6. Invasion of Rainbowland

- 7. Mom

- 8. Rainbow Night

- 9. Star Sprinkled

- 10. Chasing Rainbows

- 11. Murky's Comet

- 12. A Horse of a Different Color

- 13. Queen of the Sprites

## Vanjske poveznice
- Rainbow Brite.net
- Rainbow Brite.co.uk
- Nick Jr's Rainbow Brite Page  Arhivirana inačica izvorne stranice od 4. siječnja 2006. (Wayback Machine)
- Toy Play  Arhivirana inačica izvorne stranice od 15. studenoga 2005. (Wayback Machine)
- IMDb profil